# インターナショナル・ニュークリア・サービス

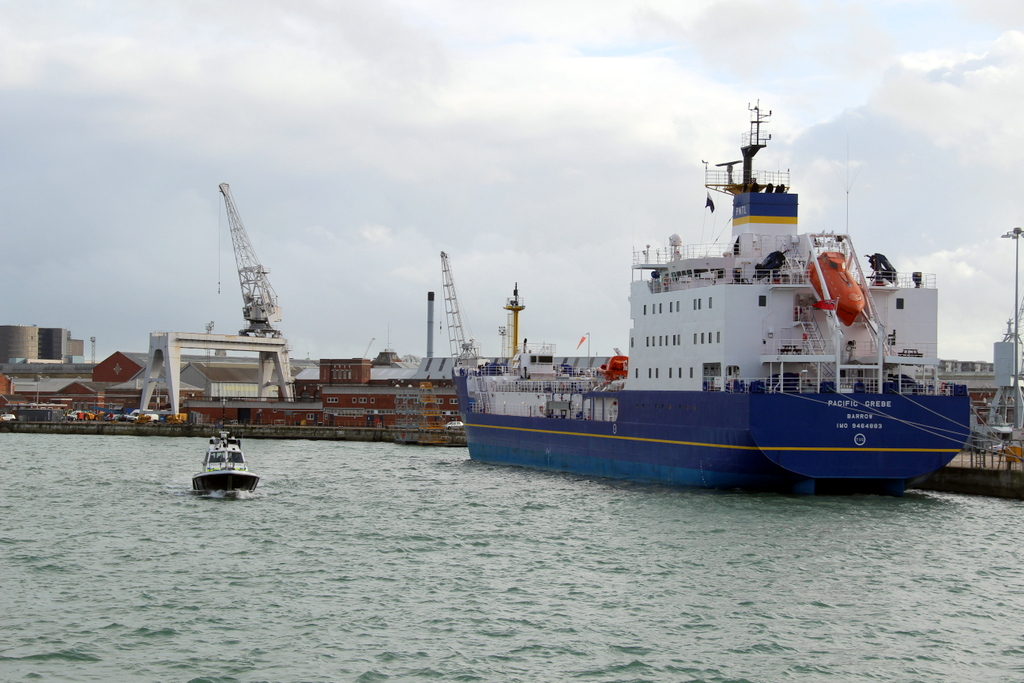
INSの子会社であるパシフィック・ニュークリア・トランスポートの所有する高レベルの放射性廃棄物の運搬船「パシフィック・グレーブ」

インターナショナル・ニュークリア・サービス（英: International Nuclear Services,Ltd.　略称:INS）は、核燃料の管理および輸送を行うイギリスの企業。INSはカンブリア州ホワイトヘブンに拠点を置いている。イギリス政府の原子力廃止措置機関（Nuclear Decommissioning Authority　略称:NDA）の完全子会社で、日本には日本法人のINSジャパンを置き放射性物質の輸送、廃止措置関連の英国技術の販売支援を行っている。

## 歴史
インターナショナル・ニュークリア・サービス（INS）はブリティッシュ・ニュークリア・フューエルズ（BNFL）の使用済核燃料部門として始まった。2006年にBNFL再編の一環として、事業の49％が英国原子力廃止措置機関（NDA）に移管された。その後、2007年に社名がInternational Nuclear Services（INS）に変更され、2008年4月にBNFLが解散されるのに伴い、NDAはINSの残りの51％を取得し完全子会社化した。

## 運営
インターナショナル・ニュークリア・サービス（INS）は、ウラン、MOX燃料、使用済核燃料、および放射性廃棄物を対象として管理、コンサルティング、輸送のサービスを提供している。また、英国原子力廃止措置機関（NDA）の商業部門としての役割も担っており、NDAがセラフィールドおよびドーンレイに所有する施設の事業に関する契約の管理を行っている。この役割の一環として、INSはNDAの子会社で核物質を英国国内で鉄道輸送するDirect Rail Servicesとも連携して業務を行っている。

## 海上輸送

### パシフィック・ニュークリア・トランスポート
インターナショナル・ニュークリア・サービス（INS）は輸送業務の大部分を核物質海上輸送を専門とするPacific Nuclear Transport Ltd.（PNTL）を通じて行っている。INSはPNTLの62.5%の株式を保有する筆頭株主であり、残りの株式はフランスのアレヴァ（12.5%）および日本の原子力関連企業（25%）が保有している。
PNTLの船団は核物質専用の輸送船で構成されており、主にヨーロッパと日本の間で核物質の輸送を行っている。これらの船は、高い安全基準に基づいて設計・運用されており、長年にわたり無事故での運航実績を誇っている。
3隻からなるPNTLの船隊は、英国のサービス会社セルコ社によって管理されており、セルコ社はINSが所有する2隻の船舶の警備も担当している。これらの船舶は安全のために備えており、迅速な運用には民間原子力警察の要員が同乗している。